# Глен Джонсън
Глен МакЛауд Купър Джонсън (на английски: Glen McLeod Cooper Johnson) е английски професионален футболист, десен защитник. Той е играч на Ливърпул. Висок е 182 см. и тежи 84 кг. Джонсън е юноша на Уест Хам Юнайтед, като дебютира във Висшата лига през 2003 г. За „Чуковете“ Глен изиграва 21 мача, в които не успява да се разпише. Преминава още през тимовете на Милуол (под наем; 18 мача), Челси (51 мача и 4 гола) и Портсмут (96 мача и 5 гола). На 26 юни 2009 г. Джонсън подписва четиригодишен договор с Ливърпул, като стойността на трансфера е 17 милиона паунда. Защитникът има 14 мача с екипа на младежкия национален отбор на Англия. Дебютира за мъжете през 2003 г.